# 德比博物馆与艺术画廊
德比博物館與藝術畫廊成立於1879年，收藏有德比的约瑟夫·赖特的许多绘画作品，除了藝術品之外，展示品也包含考古，自然歷史，地質和軍事收藏品。